# Shavo Odadjian
Shavarsh Odadjian (en arménien : Շավարշ Օդաջյան, Šavarš Òdaǰyan) dit Shavo Odadjian né le 22 avril 1974 à Erevan (Arménie), est un compositeur américano-arménien, musicien, directeur/éditeur de clips musicaux, producteur de musique et artiste peintre. Il est surtout connu pour être le bassiste de System of a Down.

## Biographie
Né le 22 avril 1974 à Erevan en Arménie, il émigre aux États-Unis très jeune. Très proche de sa grand-mère, il perdra foi après la mort de celle-ci. C'est à l'école privée arménienne d'Hollywood qu'il rencontre Daron Malakian (le guitariste) et Serj Tankian (le chanteur).
D'abord guitariste du groupe, puis gérant, il s'improvise bassiste pour les besoins de la cause. Sa technique est d'ailleurs teintée par son passé de guitariste, notamment à cause de son jeu au plectre (ou médiator) et du très faible usage des techniques traditionnelles de la basse, qu'il maîtrise moyennement. Il demeure néanmoins très dynamique dans son jeu et ne commet pas d'erreur audible durant les concerts.
Passionné par la musique et la vidéo, se targuant d'être très visuel, il est le réalisateur de nombreux clips de System of a Down (Aerials, Toxicity, Question! et Hypnotize) et d'un clip du groupe Taproot. Il réalise également la bande-annonce de lancement du jeu Mortal Kombat X en 2015. De plus, il figure dans le film Zoolander de Ben Stiller sorti en 2001 et dans le clip de la chanson Big Gun d'AC/DC, tourné en 1993, aux côtés de Arnold Schwarzenegger.
Odadjian a effectué le 1er décembre 2006 le premier concert avec RZA du Wu Tang Clan dans son nouveau groupe Achozen, où, en plus de composer la musique et écrire des textes, il joue de la basse. Ce projet, s'articule autour d'une histoire dans laquelle le rappeur exposerait sa poésie sur une trame musicale, principalement occupée par une basse 6 cordes fretless (sans frettes). On notera la participation de Serj Tankian, et John Dolmayan (batteur de System of a Down) (à la batterie) à ce projet.
Il cite les Dead Kennedys, KISS, Slayer, les Beatles, et Black Sabbath comme étant ses groupes préférés et comme la plus grande influence sur sa musique.

## Accordage
Très souvent accordé en drop c (C/G/C/F) mais également en C# (C#/G#/C#/F#)

## Équipement

### Basses
- Gibson ThunderBird IV
- Gibson BlackBird (utilisée en 2002 au festival Big Day Out pendant la chanson Toxicity)
- Ibanez BTB1000 et BTB500
- Music Man Sting Ray

### Amplificateurs
- 4 Ashdown ABM900 Evo II (tête d'amplificateur)
- 4 Ashdown ABM810 8x10" (Baffle Basse)